# Colonia francesa de Jicaltepec-San Rafael
La colonia francesa de Jicaltepec-San Rafael fue un grupo de asentamientos de inmigrantes franceses en el centro-norte de Veracruz, del siglo XIX, que se formó en 1834 para poblar y explotar zonas vírgenes del territorio mexicano. El proyecto fue diseñado por el empresario francés Stephan Guénot, poblado por migrantes de Alta Saona y Costa de Oro (Franco Condado) y aprobado por el gobierno mexicano. Esos asentamientos corresponden actualmente con la congregación de Jicaltepec (Nautla, Veracruz) y el municipio de San Rafael. 

## Historia
En 1833, Stéphane Guénot, empresario y ciudadano francés residente en Misantla, proyectaba un asentamiento en las tierras que había adquirido a orillas del río Nautla. La colonia debía formarse con familias de labradores procedentes de Alta Saona y Costa de Oro (Franco Condado), a través de la Compañía Franco-Mexicana con sede en Dijon, en colaboración con un prestanombres mexicano y con dinero prestado por una capellanía del obispado de Puebla.
En el siglo XIX, los políticos mexicanos alentaban la inmigración extranjera en zonas deshabitadas que no solo pretendía la formación de nuevas localidades como simples asentamientos humanos, sino que estas fungieran como ejemplo para los indios de pueblos cercanos, transformando su tradicional organización y forma de producción. En ese tenor, Guénot enganchó a los futuros emigrantes con publicidad engañosa, diciendo que se trataba de tierras vírgenes y fértiles —lo cual era cierto—, pero con un medio ambiente sano, obviando el problema del estancamiento de agua en época de lluvias, causante de enfermedades tropicales. En noviembre de 1833, a Veracruz arribaron los ochenta colonos salidos del puerto francés de El Havre, llegando finalmente a Jicaltepec, la Navidad de aquel año.
Durante casi cuarenta años, el futuro de la colonia francesa fue incierto, aun cuando demostraba estar progresando. Los colonos inicialmente se concentraron en Jicaltepec —la cabecera colonial—, Dos Hermanos y Chapachapa, a pesar de las dificultades ambientales y legales por las que la colonia atravesó. La ambigua e irregular situación contribuyó a la existencia de litigios de tierras entre la colonia y los indios comuneros del cantón de Misantla, en los días de la desamortización,  además de serios conflictos con Celso Acosta, un cacique local que esperaba hacerse de los terrenos coloniales.  
Esas cuestiones, más las inundaciones provocadas por un huracán, serían algunos de los motivos de los franceses para mover la colonia al otro lado del Nautla, lo que finalmente consiguieron, en 1874, cuando Rafael Martínez de la Torre les otorgó las escrituras de terrenos en aquella zona. Ese traslado hizo surgir los poblados de Paso de Telaya, El Ojite, Mentidero y principalmente —la nueva cabecera colonial— San Rafael, nombrada así, de acuerdo a crónicas locales, por el licenciado teziuteco. 
Ya con Porfirio Díaz en la presidencia, la década de 1880 fue importante para la colonia francesa. En abril de 1882, la visita del gobernador de Veracruz, Apolinar Castillo, al cantón de Misantla y la reunión de este con los colonos, dio pie a que los gobiernos estatal y federal resolvieran los conflictos de tierras, en favor de los franceses. Hasta la década de 1890, esta dependía de la Legación francesa, tenía su propio sistema de propiedad y varios de sus habitantes mantenían su nacionalidad.  
A partir de aquel decenio, los informes del jefe político de Misantla mencionan a la colonia francesa como Congregación o Subregiduría de Jicaltepec, supuestamente dependiente del municipio de Nautla. En el mismo sentido, posteriormente, San Rafael aparecía como congregación del municipio de Martínez de la Torre, en el cantón de Jalacingo. Sin embargo, el estatus político-administrativo de la colonia fue ambiguo, ya que, al ser el único asentamiento extranjero exitoso, mantenía su carácter colonial, al mismo tiempo que se pretendía que estuviera en las jurisdicciones municipales de Nautla y Martínez de la Torre, desde 1882. Esta situación fue subrayada por la Constitución de 1917, al confirmar los asentamientos franceses como congregaciones municipales, ya ajenas al antiguo sistema colonial o la dependencia de la Legación francesa.  
Al ser San Rafael la cabecera colonial, en julio de 1930 subió a categoría de pueblo, dentro de la jurisdicción del municipio de Martínez de la Torre; mientras que el pueblo de Jicaltepec en la del de Nautla. En 2002, se creó el municipio de San Rafael, a partir de la mitad costera de Martínez de la Torre, no así con Jicaltepec.  

## Economía
Al principio, la producción agropecuaria de exportación era administrada colectivamente por los colonos, sin excluir la adquisición y posesión individual de propiedades.  Empero, dicho régimen, del que poco se conoce, pues las fuentes no especifican su mecanismo, poco a poco fue cediendo terreno a una mayor individualización de las actividades económicas. Especialmente, a raíz de las reformas liberales a la tenencia de la tierra, ya que los colonos franceses pudieron hacerse de tierras de  propietarios mexicanos o españoles radicados en Teziutlán y de comunidades indias de Misantla.

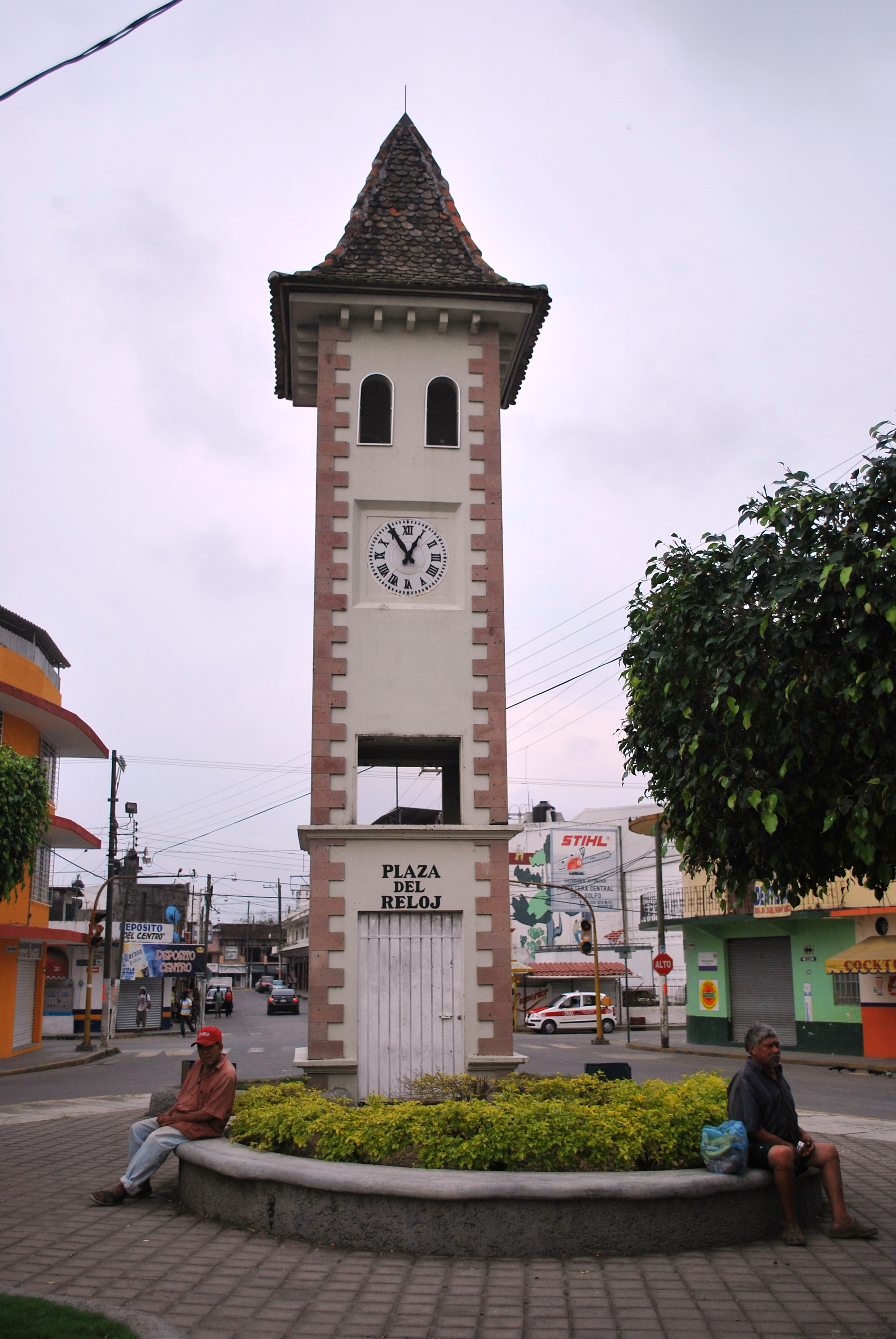
Torre de reloj en San Rafael

En consecuencia, hacia las décadas de 1880 y 1890, ya no se puede hablar de los colonos franceses como colectivo, sino más bien reconocer la existencia de productores y comerciantes en singular. En otras palabras, el inicial régimen de propiedad y producción de la colonia respondía a la necesidad de asegurar la supervivencia de los colonos; pero una vez que estos adquirieron mayor seguridad en sus bienes y en sus asentamientos, junto al apoyo de leyes federales en pro de la colonización, estos apostaron por una economía más individual, hacia la década de 1880. Esos son los casos de Louis Meunier, Alexandre Ricaud (San Rafael), Edouard Guichard (Jicaltepec) y Pierre Signard (Paso de Telaya), quienes mantuvieron relaciones de negocios con comerciantes de Teziutlán, Papantla, Martínez de la Torre y Misantla. A pesar de que la colonia francesa esperaba tener lazos comerciales más directos con Francia, la estructura económica mexicana de la época, lo impedían. Los principales productos agrícolas de la colonia francesa fueron la vainilla, la caña de azúcar, maíz, café y tabaco.

## Cultura
No obstante, que a lo largo del siglo XIX arribaron más franceses a la colonia, poco a poco los colonos se insertaron culturalmente al país, aunque mantuvieron ciertas costumbres y tradiciones de sus lugares de origen. Como consecuencia, sus culturas originarias de Francia quedaban como un pasado lejano para las generaciones ya nacidas en México, sin mencionar que hablaban cada vez más el castellano, en lugar del francés.
Algunos de los aspectos de la cultura francesa que aún hoy son palpables en San Rafael y Jicaltepec, son las fiestas religiosas, la gastronomía y la arquitectura de los edificios más antiguos que aún se conservan.